# 954 هـ
954 هـ هي سنة في التقويم الهجري امتدت مقابلةً في التقويم الميلادي بين سنتي 1547 و1548.

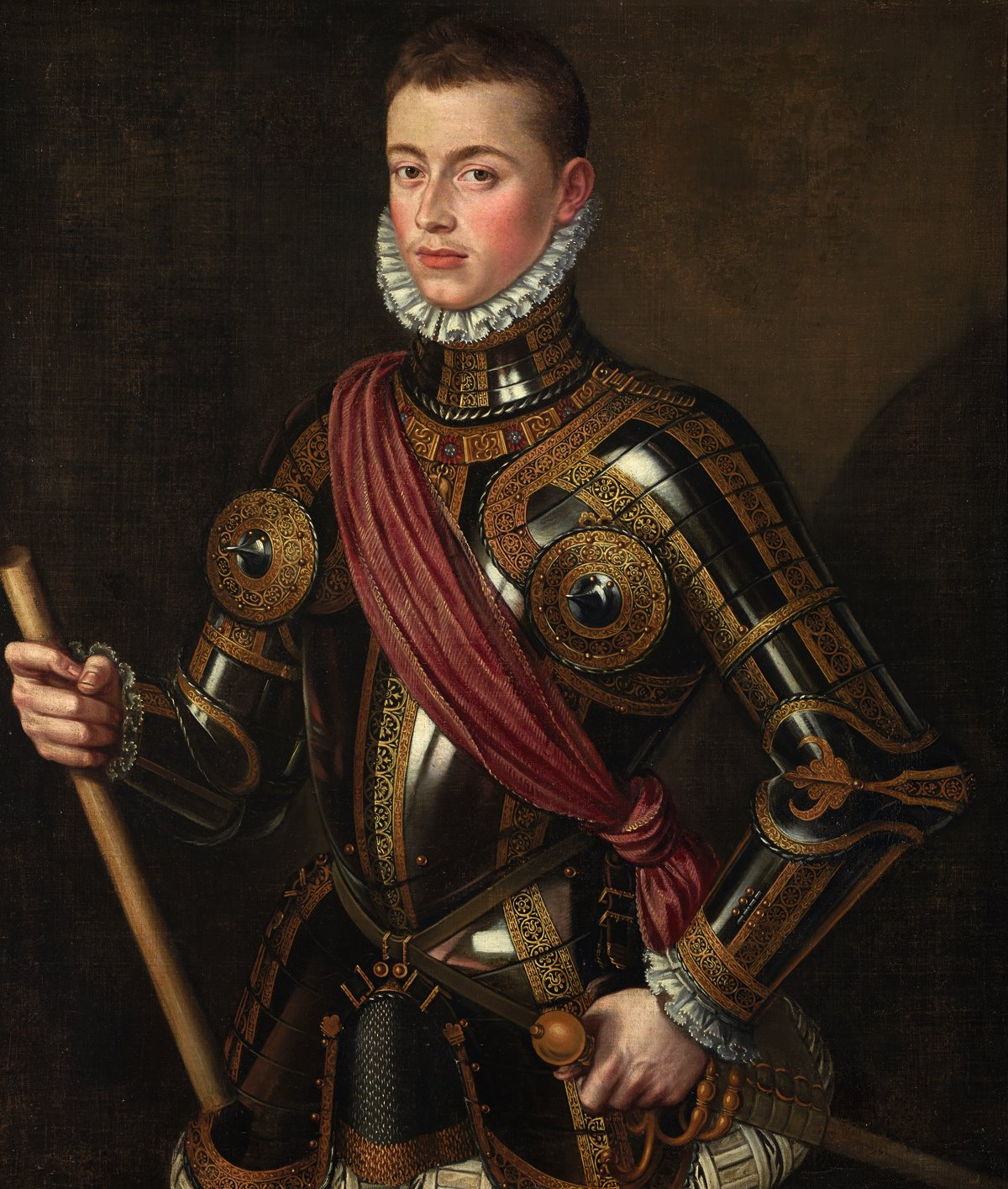
دون خوان النمساوي

## وفيات
- جوي زاده
- دون خوان النمساوي